# Andrzej Stalmach
Andrzej Stalmach (ur. 1 maja 1942 w Jaworznie, zm. 14 września 2020 tamże) – polski lekkoatleta, olimpijczyk specjalizujący się w skoku w dal.

## Osiągnięcia
Dwukrotny rekordzista Polski, jako pierwszy Polak przekroczył granicę 8 metrów (8,11 m – 17 sierpnia 1968). Pięciokrotny mistrz Polski (1963, 1964, 1966, 1967 i 1968). Dwukrotnie wystąpił na igrzyskach olimpijskich. W Tokio w 1964 zajął 8. miejsce w finale skoku w dal z wynikiem 7,26 m. Powtórzył to miejsce w Meksyku w 1968, gdzie osiągnął wynik 7,94 m. Uczestniczył także w mistrzostwach Europy w Budapeszcie 1966 zajmując 10. miejsce. Był brązowym medalistą Europejskich Igrzysk Halowych w Pradze 1967.
Autor książki Czy warto ... (1995).

## Rekordy życiowe
- skok w dal – 8,11 m (17 sierpnia 1968, Chorzów) – 11. wynik w historii polskiej lekkoatletyki[2]